# Coppa del Mondo Under-18 3x3 2023
La Coppa del Mondo Under-18 3x3 2023 si sono svolti a Debrecen, in Ungheria, si sono svolti dal 29 agosto al 3 settembre 2023.

## Risultati
| Evento           | Oro         | Argento | Bronzo   |
| Torneo maschile  | Germania    | Francia | Slovenia |
| Torneo femminile | Stati Uniti | Francia | Giappone |

## Medagliere
| Posiz. | Nazione     | Oro | Argento | Bronzo | Totale |
| ------ | ----------- | --- | ------- | ------ | ------ |
| 1      | Stati Uniti | 1   | 0       | 0      | 1      |
| 1      | Germania    | 1   | 0       | 0      | 1      |
| 3      | Francia     | 0   | 2       | 0      | 2      |
| 4      | Spagna      | 0   | 0       | 1      | 1      |
| 4      | Lituania    | 0   | 0       | 1      | 1      |
| Totale | Totale      | 2   | 2       | 2      | 6      |